# Калмак-Ашуу
Калмак-Ашуу (кирг. Калмак-Ашуу) — село в Кеминском районе Чуйской области Кыргызстана. Входит в состав Чон-Кеминского аильного округа. Код СОАТЕ — 41708 213 842 02 0.

## География
Село расположено в левобережной части долины реки Чонг-Кемин, вблизи от места впадения в неё малой реки Калмак-Ашуу, на расстоянии приблизительно 31 километра (по прямой) к востоку-юго-востоку (ESE) от города Кемин, административного центра района. Абсолютная высота — 1543 метра над уровнем моря.

## Население
| год     | 2009 | 2014 | 2015 |
| ------- | ---- | ---- | ---- |
| человек | 640  | 649  | 656  |